# Art-B
Art-B (skrót od Artystyczny Biznes) – polska spółka z ograniczoną odpowiedzialnością z siedzibą w Cieszynie, później z siedzibą Biura Krajowego spółki w Warszawie, założona przez Bogusława Bagsika i Andrzeja Gąsiorowskiego, działająca w latach 1989–1991.
Według mediów współwłaścicielem „Art-B” był Izraelczyk Meir Bar, co nigdy nie zostało wiarygodnie potwierdzone. Firma zasłynęła za sprawą wykorzystania oscylatora ekonomicznego, dzięki któremu właścicielom udawało się kilkadziesiąt razy oprocentowywać w bankach tę samą wpłatę (tzw. „afera Art-B”).

## Historia
Spółka została założona w 1989 roku w Cieszynie z kapitałem zakładowym 100 tys. PLZ (równowartość ok. 1000 PLN w 2017). W 1990 roku podniosła swój kapitał zakładowy do kwoty 300 mld PLZ (ok. 437 mln PLN w 2017). Zajmowała się handlem praktycznie wszystkimi towarami i dobrami – od kawy i herbaty, przez sprzęt RTV (współpraca z koncernem GoldStar – dzisiejsze LG, w tym montownie w Polsce), samochody, aż po dzieła sztuki. Art-B w krótkim czasie przekształciła się w holding 3 tysięcy spółek, zatrudniających około 140 tysięcy osób i obracający bilionami ówczesnych złotych. Jako pierwsza prywatna spółka w Polsce otrzymała koncesję na handel bronią.
Spółka Art-B w części sfinansowała operację Most.
Nieprawidłowości w obrocie kapitałem zostały zauważone już w 1990 roku, ale dopiero rok później prokuratura podjęła działania.
W nocy z 31 lipca na 1 sierpnia 1991 obaj właściciele wyjechali do Izraela, gdzie później Gąsiorowski otrzymał obywatelstwo, natomiast Bagsik był obywatelem Izraela od 1990 roku (od urodzenia posiada również obywatelstwo Niemiec). Gąsiorowski nie został do dziś ujęty, Bagsik został aresztowany w 1994 roku w Szwajcarii, na podstawie wniosku o ekstradycję wydany Polsce w 1996 roku i skazany w 2000 roku. W 2004 roku przedterminowo wyszedł na wolność. Przegrał wszystkie odwołania od wyroków przed polskimi sądami, ostatecznie wniósł skargę do Europejskiego Trybunału Praw Człowieka w Strasburgu (do dzisiaj nierozpoznana). Zarzuty dla Gąsiorowskiego i Bagsika dotyczą „oszustw wobec systemu bankowego” na sumę 4,2 biliona starych złotych, czyli 420 mln PLN.

### Likwidatorzy Spółki Art-B
Od 1992 do 2017 roku procedury likwidacji spółki Art-B przeprowadzali Jerzy Cyran i prokurator Kazimierz Radomski. Cyran został mianowany likwidatorem przez Bank Handlowo-Kredytowy w Katowicach.

### Art-B Made in Poland
Canal+ Discovery w 2018 roku wyemitował sześcioodcinkowy serial dokumentalny o kulisach działalności spółki Art-B. Serial opowiada historię działalności spółki głównie z perspektywy Bogusława Bagsika i Andrzeja Gąsiorowskiego. Ponadto w serialu wypowiadają się m.in. prezydent Lech Wałęsa, szef UOP Andrzej Milczanowski, p.o. prezesa NBP Andrzej Topiński i prokurator Marek Łopuszański. Wypowiedzi w filmie odmówili b. premier Jan Krzysztof Bielecki i likwidator spółki Jerzy Cyran.
W dokumencie poruszono kwestię oscylatora ekonomicznego, który był przyczyną wybuchu afery. Andrzej Topiński twierdził, że oscylator miał znaczenie w początkowym etapie działalności spółki, ale ostatecznie służył zaciemnieniu operacji kredytowych spółki. Według słów Bagsika i opinii biegłych sądowych Lecha Grudzińskiego i Kazimierza Madeńskiego Art-B rezygnowała z należnych jej odsetek od środków na rachunkach bieżących. Z tytułu wykorzystania oscylatora według opinii biegłego spółka zyskała 150 863 milionów starych złotych (nominalnie 15 tys. PLN), co według słów Gąsiorowskiego było nieistotnym przychodem spółki (stosunek zysku do obrotu wyniósł 0,07%).

### Kronika Art-B
- 04.05.1989: Rejestracja spółki „Art-B” (Bogusław Bagsik 40% (później 55%) udziałowcem i prezesem spółki);
- 1991: Bogusław Bagsik na 8. miejscu na liście 100 najbogatszych Polaków tygodnika „Wprost”[6];
- 01.01.1991: Decyzja o finansowaniu przez Art-B tajnej operacji Mosadu w Polsce pod kryptonimem Most[7];
- 14.04.1991: Wykupienie rocznej produkcji „Ursusa” ratując firmę przed bankructwem za 200 mld PLZ (20 mln ówczesnych dolarów lub nowych złotych[d]);
- 20.06.1991: Art-B przekazało Telegrafowi 57 mld zł (ok. 5,7 mln dolarów);
- 01.08.1991: Wyjazd Bagsika i Gąsiorowskiego z Polski;
- 04.08.1991: Umowa hanowerska – Art-B została przekazana w zastaw do Banku BPH;
- 06.08.1991: Zbrojna akcja UOP na biura Art-B, nakaz aresztowania Bogusława Bagsika;
- 13.08.1991: Wystawiony list gończy za Bogusławem Bagsikiem.
- 13.08.1991: Wystawiony list gończy za Andrzejem Gąsiorowskim;
- 26.08.1991: Aleksander Gawronik nowym zarządcą Art-B;
- 26.09.1991: Aleksander Gawronik aresztowany przez UOP;
- 13.11.1991: Wystawiony list gończy za Andrzejem Gąsiorowskim;
- 1992: Powołanie dwóch likwidatorów Spółki Art-B: prokurator Kazimierz Radomski i Jerzy Cyran mianowany likwidatorem przez Bank Handlowo-Kredytowy w Katowicach;
- 05.02.1992: Prezydent Wałęsa w Strasburgu; prośba do prezydenta Izraela o ekstradycję Gąsiorowskiego i Bagsika;
- 03.01.1993: Rozpoczęcie likwidacji Art-B;
- 13.06.1994: Bogusław Bagsik aresztowany w Szwajcarii;
- 26.06.1994: Andrzej Gąsiorowski objął udziały oraz funkcję prezesa w Network Intelligence Group;
- 01.01.1996: Umowa NBP (Art-B/BHK) z Andrzejem Gąsiorowskim (w sprawie podziału 50%/50% wspólnie odzyskiwanego majątku Art-B);
- 01.02.1996: Sprzedaż akcji PAZ-u na żądanie NBP – przelew 80 mln dolarów z Izraela do Polski dla NBP na bazie podpisanej umowy;
- 29.02.1996: Ekstradycja Bogusława Bagsika do Polski;
- 28.05.2000: Na podstawie polskiego listu gończego Meir Bar trafił do aresztu ekstradycyjnego w Monachium;
- 06.07.2000: Meir Bar został zwolniony z aresztu w Niemczech;
- 22.10.2000: Wyrok: Bogusław Bagsik skazany na 9 lat więzienia;
- 29.03.2005: Wyrok w sprawie FOZZ;
- 07.10.2007: Publiczna deklaracja Meira Bara odnośnie do Art-B;
- 2012: Andrzej Gąsiorowski wystąpił ze skargą przeciwko Polsce[8] do Europejskiego Trybunału Praw Człowieka w Strasburgu. W skardze stawia zarzut, że „Polska dopuściła się w jego sprawie rażącego i trwałego naruszenia praw człowieka”;
- 14.11.2013: Sąd Rejonowy dla Warszawy-Mokotowa, Wydział XVIV Karny, uchylił nakaz aresztowania dla Andrzeja Gąsiorowskiego;
- 03.07.2015: Sąd Okręgowy w Kaliszu umorzył sprawę Andrzeja Gąsiorowskiego, który był oskarżony o przywłaszczenie na szkodę spółki Art-B ponad 71,7 mln zł.[e] Sprawę umorzono ze względu na jej przedawnienie[9][10][11][12].

### Show biznes
W 1991 roku Bogusław Bagsik i Andrzej Gąsiorowski założyli Viva Art Music, która od 1994 roku stała się 50% udziałowcem z Viva Art Music Sweden AB, której prezesem był szwedzki producent Lars Olsson. Firma zajmowała się organizacją imprez i produkcją koncertów o charakterze międzynarodowym.
Produkcje Viva Art Music Sweden:
- 14–15 sierpnia 1991: podczas IV Podróży Jana Pawła II do Polski Art-B była współorganizatorem II Festiwalu Artystów Chrześcijańskich w Częstochowie. Gwiazdą Festiwalu była Donna Summer. Koncert odbył się na stadionie Włókniarza w Częstochowie i był transmitowany przez stację BBC;
- 1992: Producent Guitar Legends Expo w Sewilli[13][14][15][16].

## Kolekcja sztuki Art-B
26 maja 2012 czterdzieści pięć dzieł z kolekcji Art-B zostało przekazanych w depozyt Muzeum Narodowemu w Warszawie przez Narodowy Bank Polski. Obiekty te były zabezpieczeniem zobowiązań finansowych Art-B wobec Banku Handlowo-Kredytowego w Katowicach, którego wierzycielem był NBP. Wśród nich znalazły się:
- Pablo Picasso, Cyrk, 1957 rok, grafika;
- Pablo Picasso, Tauromachia, 1957 rok, grafika;
- Oswald Achenbach, Grobowiec Cecylii Metelli, 1886 rok, olej;
- Auguste Renoir, La collation, ok. 1890 roku, rysunek;
- Stanisław Ignacy Witkiewicz, Portret pana S.A., czerwiec 1939 roku, 62,3 × 48,5, pastel, papier;
- Jan Bandau, Waza, lata 20. XIX w.; 41 × 34 × 31, srebro;
- Louis-Nicolas Naudin, Srebrna waza, ok. 1820 roku, 30 × 33,2;
- Zygmunt Menkes, Dziewczyna z kwiatem, 42,4 × 34,5, olej, dykta;
- Teodor Axentowicz, Na gromniczną, olej;
- Józef Brandt, Portret towarzysza pancernego na karym koniu, olej;
- Wojciech Kossak, Odwrót spod Moskwy, 1922 rok, olej;
- Wojciech Kossak, Dziewczyna w chustce, 1918 rok, olej;
- Mela Muter, Zimowy pejzaż miejski, Kutry przy brzegu, dwustronny obraz, olej;
- Alfred Aberdam, Martwa natura z kwiatami i książką, olej;
- Jacek Malczewski, Portret dziewczynki siedzącej na drabinie, 1922 rok, 97,8 × 69,5, olej, tektura;
- Jacek Malczewski, Mężczyzna na drabinie, 1922 rok, olej;
- Jacek Malczewski, Portret Wincentego Łepkowskiego, 1911 rok, 74 × 93, olej, deska;
- Jacek Malczewski, Chrystus w Emaus – dyptyk, 1912 rok, część lewa 72,6 × 53,5, część prawa 72,5 × 55, olej, tektura;
- Jacek Malczewski, Portret doktora Ignacego Baslera, 1924 rok, 50,3 × 71,3, olej, tektura;
- Jacek Malczewski, Portret Antoniego Lanckorońskiego z ojcem, 1905 rok, olej;
- Jacek Malczewski, Kobieta na tle gaju z jarzębiną, 1917 rok, olej;
- Tadeusz Makowski, Portret dziewczynki o ciemnych włosach, 46 × 28,5, olej, deska;
- Baccarat, Pantera, 15 × 51,2 × 12,3, szkło.

Na przełomie czerwca i lipca 2009 roku w Muzeum Narodowym w Warszawie odbyła się wystawa dzieł z kolekcji Art-B.

## Art-B w kulturze
- Historia spółki Art-B była inspiracją do piosenki "Jeden przykład fortuny z rodzimego kraju" Kazika Staszewskiego z albumu Spalaj się! z 1993 roku[19].
- Odniesienie do spółki Art-B zostało zawarte w tekście rapera O.S.T.R. na singlu "Odzyskamy Hip-Hop" promującym jego solowy album Jazzurekcja z 2004 roku.
- W utworze duetu Taconafide na albumie Soma 0,5 mg z 2018 roku nazwa spółki została użyta jako tytuł jednego z singli[20] odnoszącego się treścią do zdobycia bogactwa przez podmioty liryczne utworu[21].